# Сребровщина
Сребровщина (укр. Срібровщина) — село,
Быстрикский сельский совет,
Кролевецкий район,
Сумская область,
Украина.
Код КОАТУУ — 5922681709. Население по переписи 2001 года составляло 31 человек .

## Географическое положение
Село Сребровщина находится недалеко от одного из истоков реки Свидня.
На расстоянии в 3 км расположен город Кролевец, в 2-х км — село Бескровное.
Рядом проходят автомобильные дороги М-02 (E 101) и Т-1907.